# Romano
Romano je moško osebno ime.

## Izvor imena
Ime Romano je različica imena Roman.

## Tujejezikovne različice imena
- pri Italijanih: Romano, Romanello, Romanino, Roman

## Pogostost imena
Po podatkih Statističnega urada Republike Slovenije je bilo na dan 31. decembra 2007 v Sloveniji število moških oseb z imenom Romano: 40.

## Osebni praznik
Osebe z imeno Romano lahko godujejo takrat kot osebe z imenom Roman.

## Zanane osebe
- Romano Prodi, italijanski politik